# Johnni Black
Johnni Black, pseudonimo di Laurie Golem (Chicago, 14 gennaio 1968), è un'ex attrice pornografica statunitense.

## Biografia
Di origini italiane, Johnni Black ha studiato Fisiologia presso l'Università dell'Illinois - Urbana-Champaign. Nel 1990 si arruola nel corpo paracadutisti dell'esercito americano, e parte in missione per la Guerra del Golfo (1990-1991). Successivamente sposa il suo istruttore e lascia l'esercito.
Dal 1995, recita in tutti i generi di film porno (interrazziale, anale, facciale, gang bang, lesbica, ecc.). Il suo primo film è stato Jenna's Revenge della Wicked Pictures.
Abbandona questa attività nel 2005.

## Riconoscimenti
AVN Awards
- 1998 - Best New Starlet[3]

## Filmografia
- Air Tight (1998)
- Anal Domain (1997)
- Anal Fixation (1999)
- Anal Fortune Teller (1997)
- Anal Highway (1997)
- Anal Maniacs 4 (1996)
- Anal Witness 4 (1997)
- Dreamquest (2000)
- Eye On You 106: Johnni Black & Candy Heart (1999)
- Eye On You 40: Kyrie & Johnni Black (1997)
- Flashpoint (film, 1998)
- Girl Next Door (1997)
- Girl's Affair 16 (1998)
- Girls Of Color 2 (1998)
- Kitten (2001)
- Ladies Lovin' Ladies 4 (1998)
- Les' Be Friends (2005)
- Lesbian Connection 4 (1997)
- No Man's Land 16 (1997)
- Slumber Party 5 (1999)
- Up And Cummers 126 (2005)
- Up Close And Personal 4 (1996)
- Up Your Ass 3 (1996)